# Рейнджеры сухопутных сил самообороны Японии
Рейнджеры (яп. レンジャー課程 рэндзя:катэй) сухопутных сил самообороны Японии — спецподразделения сухопутных вооружённых сил Японии, проходящие обучение в лагере Фудзи в рамках специализированных курсов. Являются аналогом Рейнджеров Армии США.

## Образование
Курсы рейнджеров начали впервые проводиться в 1956 году в военном лагере Фудзи, инструкторами стали два офицера Сил самообороны Японии, которые прошли обучение в Школе рейнджеров Армии США. Изначально курсы были японской версией уже существующих курсов американской школы рейнджеров к японским реалиям, однако позже курсы стали проводиться по всей Японии и в разных частях Сил самообороны Японии.

## Курсы рейнджеров
Существуют четыре типа рейнджерских курсов, которые являются достаточно сложными для выполнения — только лучшие солдаты Сил самообороны Японии имеют право и возможность пройти эти курсы:
Местные курсы
Рядовые и сержанты из бригад, полков и дивизий могут принимать участие в обучении. Инструкторами служат выпускники военного лагеря Фудзи, для каждого подразделения есть своя зона обучения. Так, для 13-го пехотного полка) из Мацумото в зону ответственности входят Японские Альпы, где и проходит обучение — основной акцент делается на ведение боевых действий в горной местности, поэтому прошедших эти курсы называют «альпийскими рейнджерами». После тяжёлой физической подготовки на протяжении следующих 9 недель бойцы проходят учения, которые являются для них громадным физическим и психологическим стрессом, значительно выматывают солдат, но помогают им обрести и развить навыки в следующих областях:
- Навигация
- Подрывное дело
- Военная связь
- Преодоление водных преград
- Десантирование с воздуха
- Выживание в дикой местности
- Скалолазание
- Специальная разведка

Курсы в военном лагере Фудзи (у основания горы Фудзияма)
Солдаты и офицеры, обучающиеся под руководством инструкторов, проходят 13-недельный курс рейнджеров в лагере Фудзи.
Нарасино (префектура Тиба)
1-я воздушно-десантная бригада проводит специализированную подготовку рейнджеров, куда входят курсы прыжков с парашютом и боевого десантирования
Нисеко (Хоккайдо)
Зимние курсы рейнджеров (яп. 冬季遊撃課程 То:ки-ю:геки-катэй) проводятся специальным отрядом «Токи Сенги Кёйкутай» — бойцы обучаются вести боевые действия в холодную погоду. Солдаты, которые прошли этот курс, получают право носить специальные кокарды в дополнение к стандартным рейнджерским.
В курсах рейнджеров участвуют не только солдаты сухопутных сил самообороны, но и военные врачи воздушных сил самообороны — они являются аналогами парашютистов-спасателей ВВС США. Японские рейнджеры являются первопроходцами в проведении поисково-спасательных операций в горах и эвакуации пострадавших, поэтому курсы рейнджеров могут посещать отличившиеся представители японской полиции и различные спасатели (в том числе члены спецподразделений, которые занимаются обеспечением безопасности в горах, и пожарные — известные как «Супер-Рейнджеры»).

## Галерея

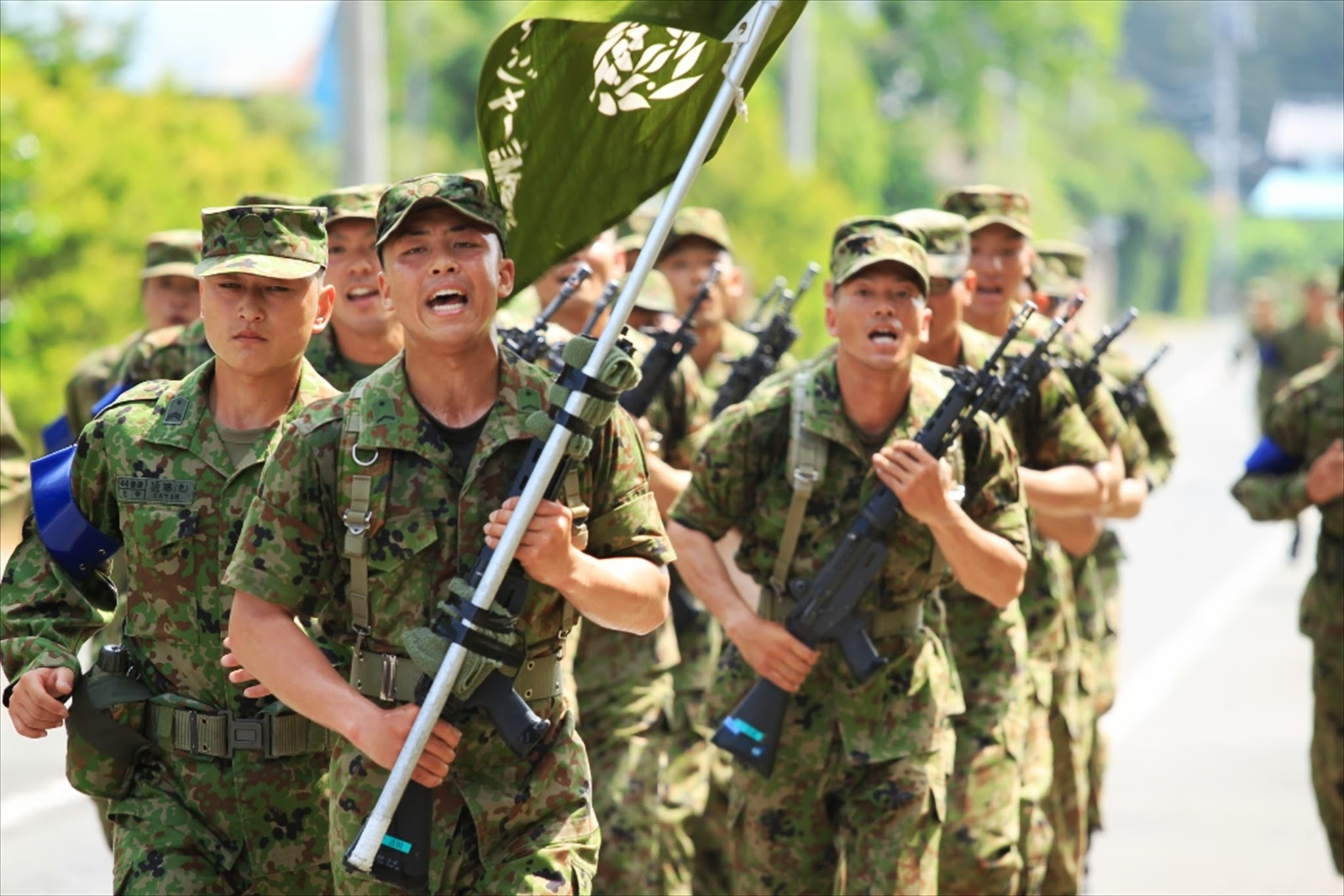
Физическая подготовка: забег на 10 миль с флагом рейнджеров, который держит лидер группы
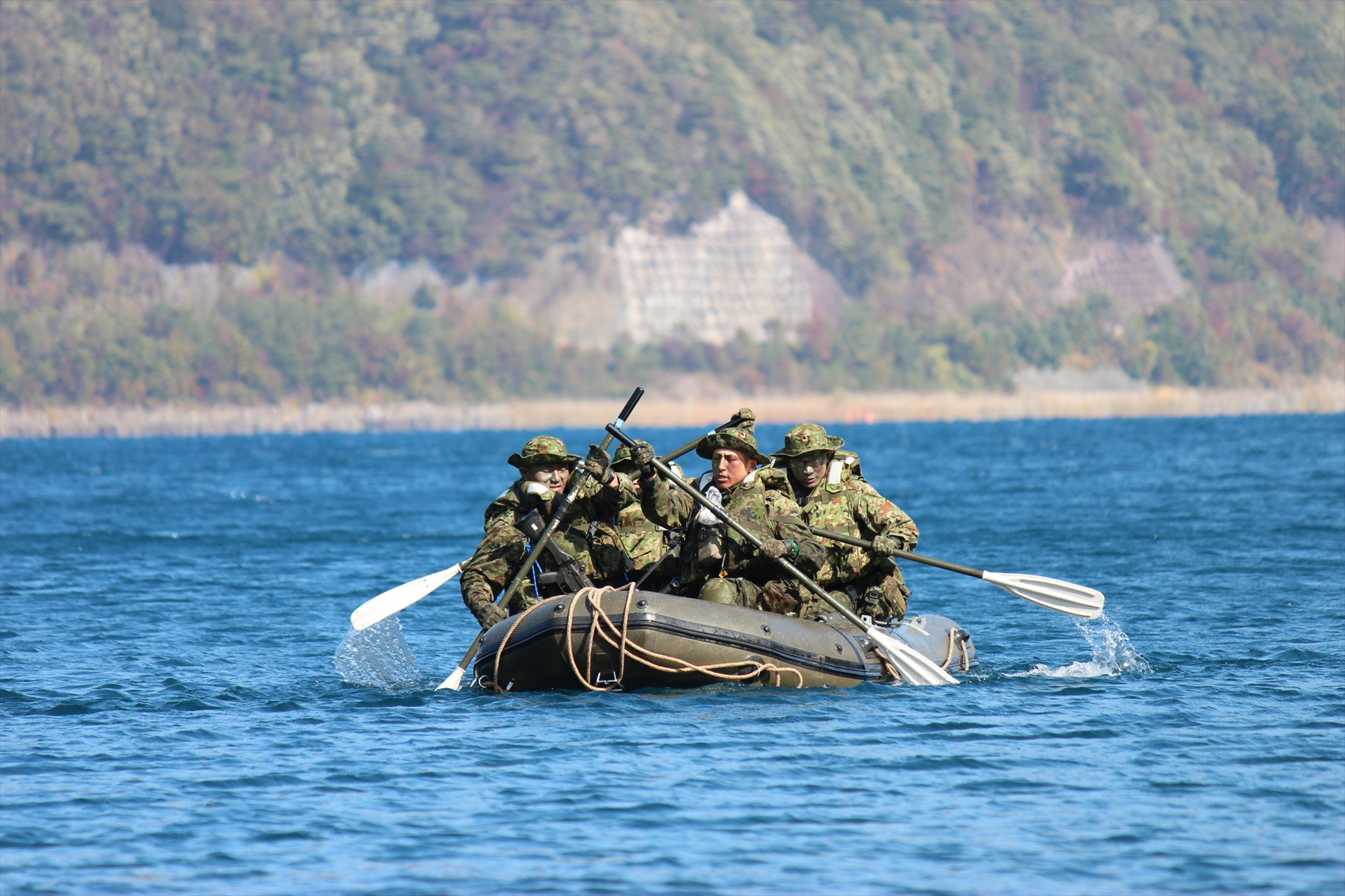
Преодоление водных преград на надувной лодке
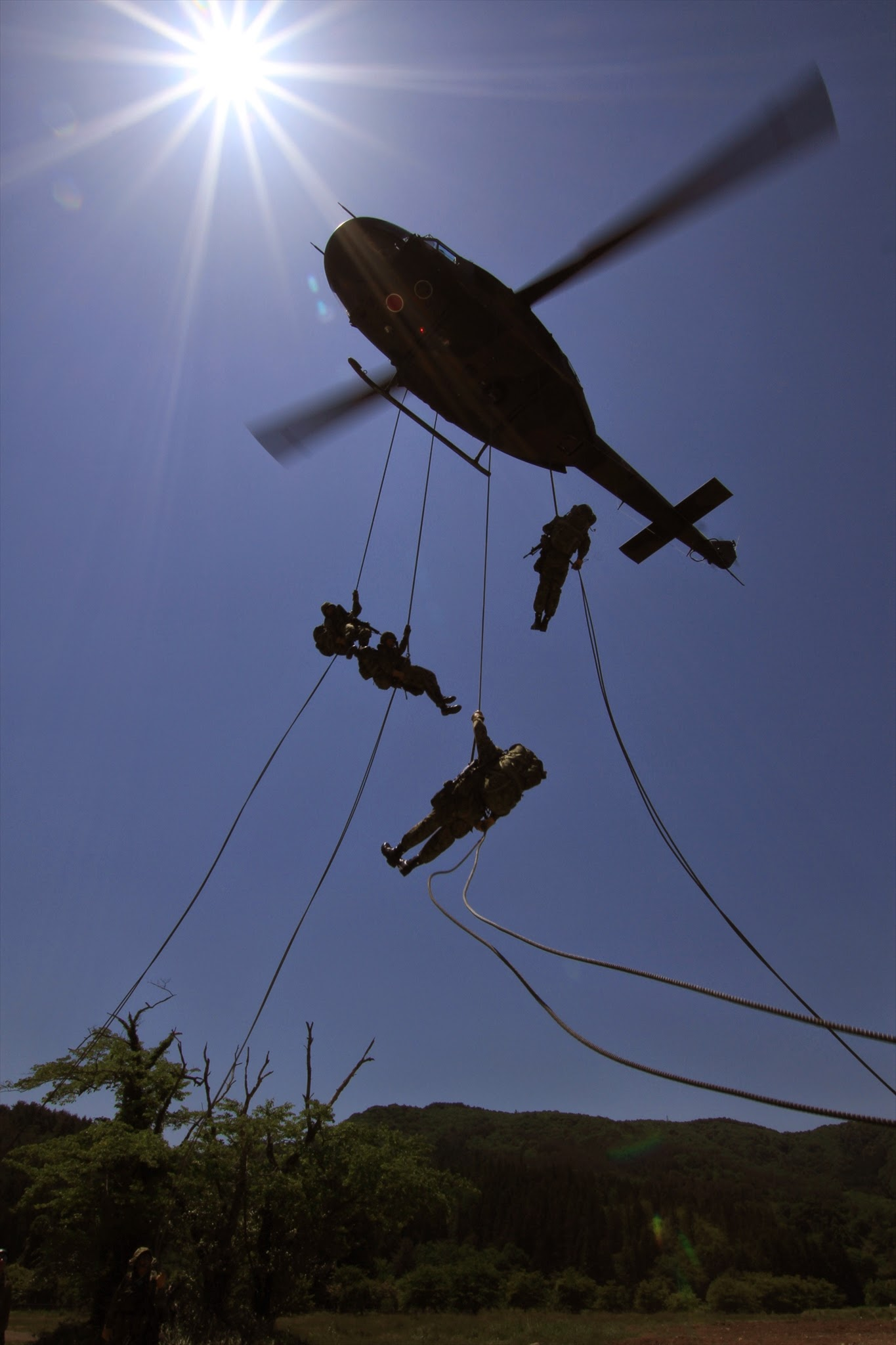
Десантирование с воздуха: дюльфер с вертолёта Bell-Fuji UH-1J
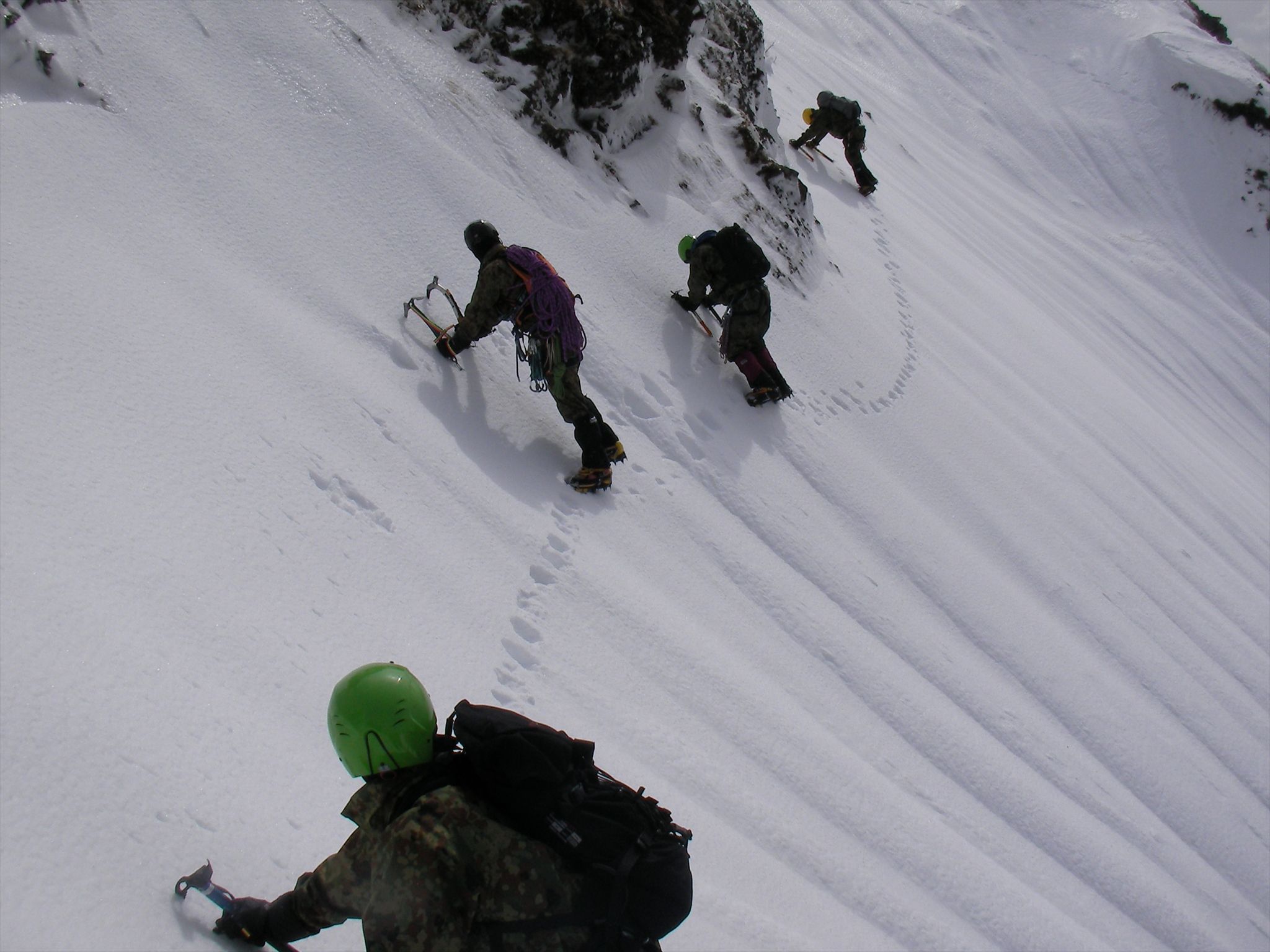
Курс «альпийских рейнджеров»
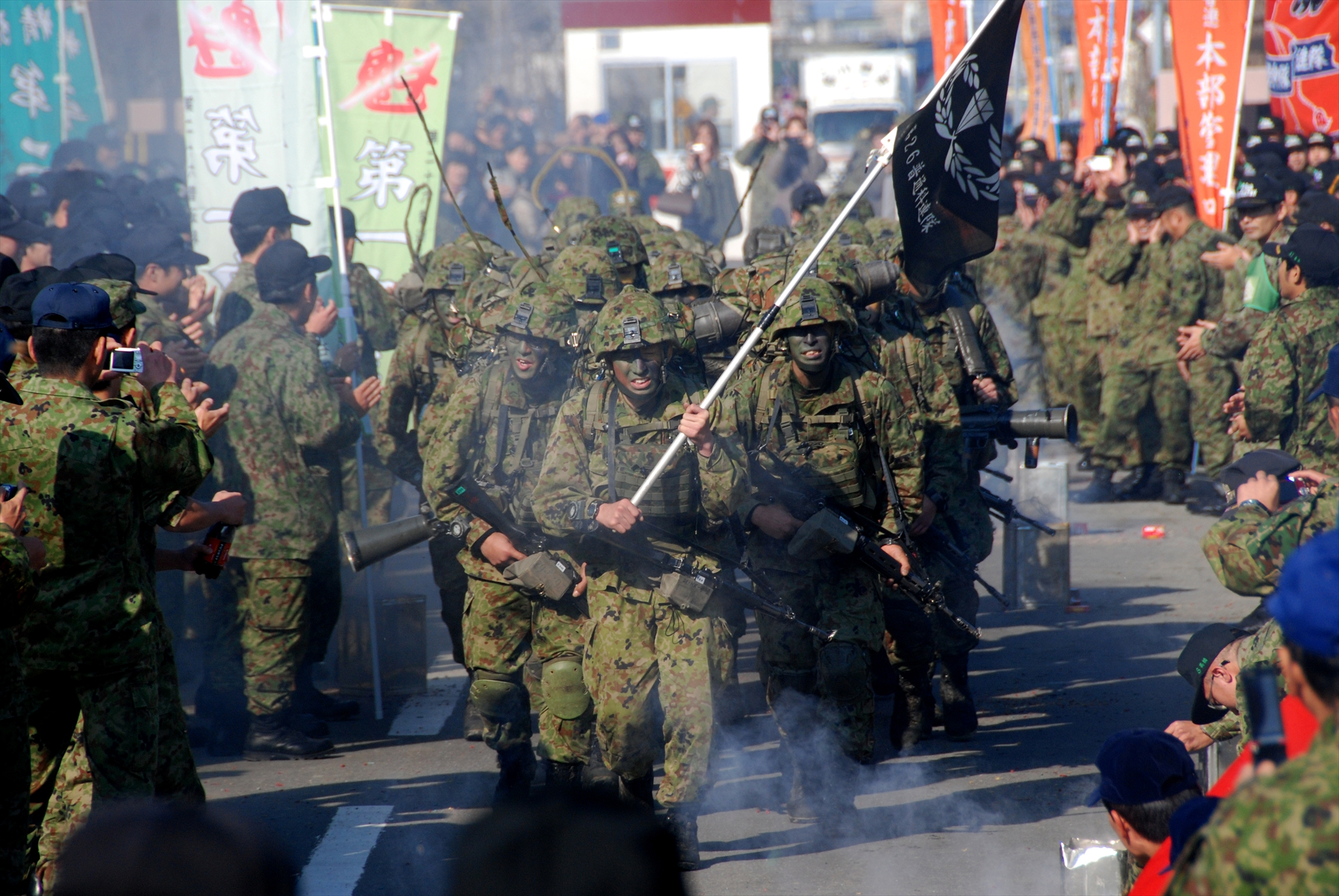
Завершение финального испытания
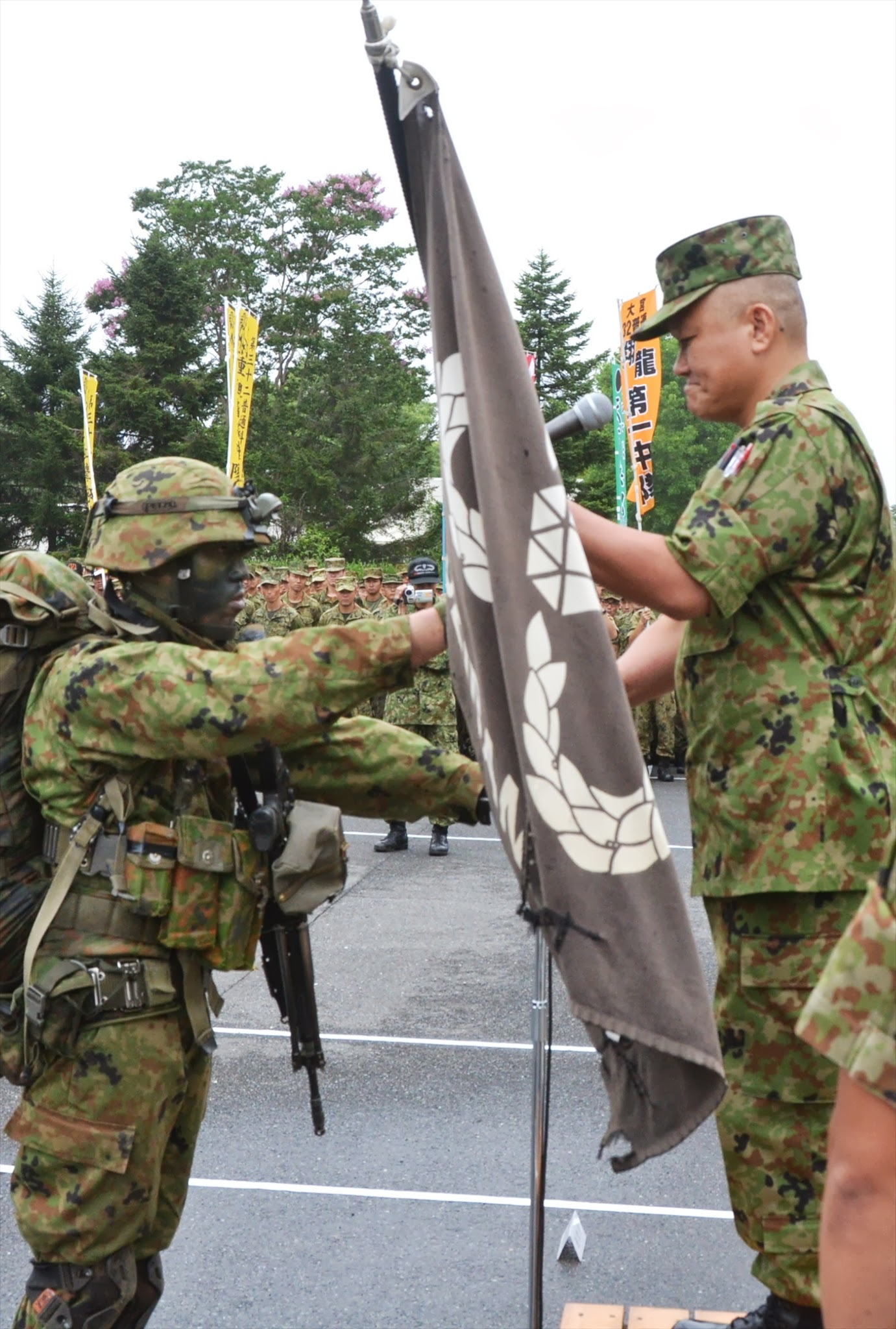
Возвращение флага рейнджеров на церемонии

## Размещение
В отличие от Рейнджеров Армии США, Силы самообороны Японии занимаются повышением уровня квалификации всех рейнджеров, распределяя их в каждую воинскую часть — за исключением учебных частей, в Силах самообороны Японии нет ни одного подразделения, состоящего исключительно из рейнджеров. Временно рейнджеры могут собираться в одно воинское формирование при проведении спецоперации или при возникновении чрезвычайной ситуации. В 2002 году после того, как Пехотный полк Западной армии был преобразован в Амфибийную бригаду быстрого реагирования, туда были включены взводы рейнджеров, получившие статус подразделений специального назначения. В 2012 году они участвовали в учениях по морскому десанту совместно с Корпусом морской пехоты США на Гуаме